# Georg Steinbrenner
Georg Steinbrenner (* 28. August 1911 in Wiesloch; † 11. November 1999) war ein deutscher Verwaltungsjurist und Kommunalpolitiker. Von 1954 bis zu dessen Auflösung Ende 1972 war er Landrat des baden-württembergischen Landkreises Heidelberg.
Steinbrenner besuchte ab April 1922 das Gymnasium in Wiesloch. Nach seinem Abitur am 29. März 1931 studierte er an den Universitäten in Heidelberg, München und Berlin Rechtswissenschaften. 1935 legte er das Referendarexamen ab und war im Anschluss vier Jahre als Gerichtsreferendar tätig. 1939 folgte das Assessorexamen.
Er war zunächst als Assessor am Amtsgericht Mannheim tätig und wurde 1941 zum Regierungsrat befördert. Von 1942 bis 1945 unterbrach die Einberufung zum Kriegsdienst seine berufliche Laufbahn. Nach seiner Ernennung zum Oberregierungsrat (1951) und zum Regierungsdirektor (1953) wurde er am 19. Dezember 1953 als Nachfolger von Herbert Klotz zum Landrat des Landkreises Heidelberg gewählt. Steinbrenner blieb 19 Jahre bis zur Auflösung des Landkreises im Zuge der baden-württembergischen Kommunalreform in diesem Amt. Danach war er noch zehn Monate als Amtsverweser des neu geschaffenen Rhein-Neckar-Kreises tätig. Bei der Wahl des ersten Landrats des neu geschaffenen Kreises am 13. Juli 1973 unterlag Steinbrenner gegen Albert Neckenauer mit 56 zu 63 Stimmen.
Neben seiner beruflichen Tätigkeit war Steinbrenner in zahlreichen Verbänden und Organisationen engagiert. So diente er von 1954 bis 1982 als Vorsitzender des Kreisverbandes Rhein-Neckar des Deutschen Roten Kreuzes.
Steinbrenner war verheiratet und hatte zwei Kinder.

## Auszeichnungen
- 1973: Ehrenbürgerrecht der Stadt Wiesloch
- 1974: Bundesverdienstkreuz 1. Klasse
- 1989: Verdienstmedaille des Landes Baden-Württemberg